# Sirene Operntheater

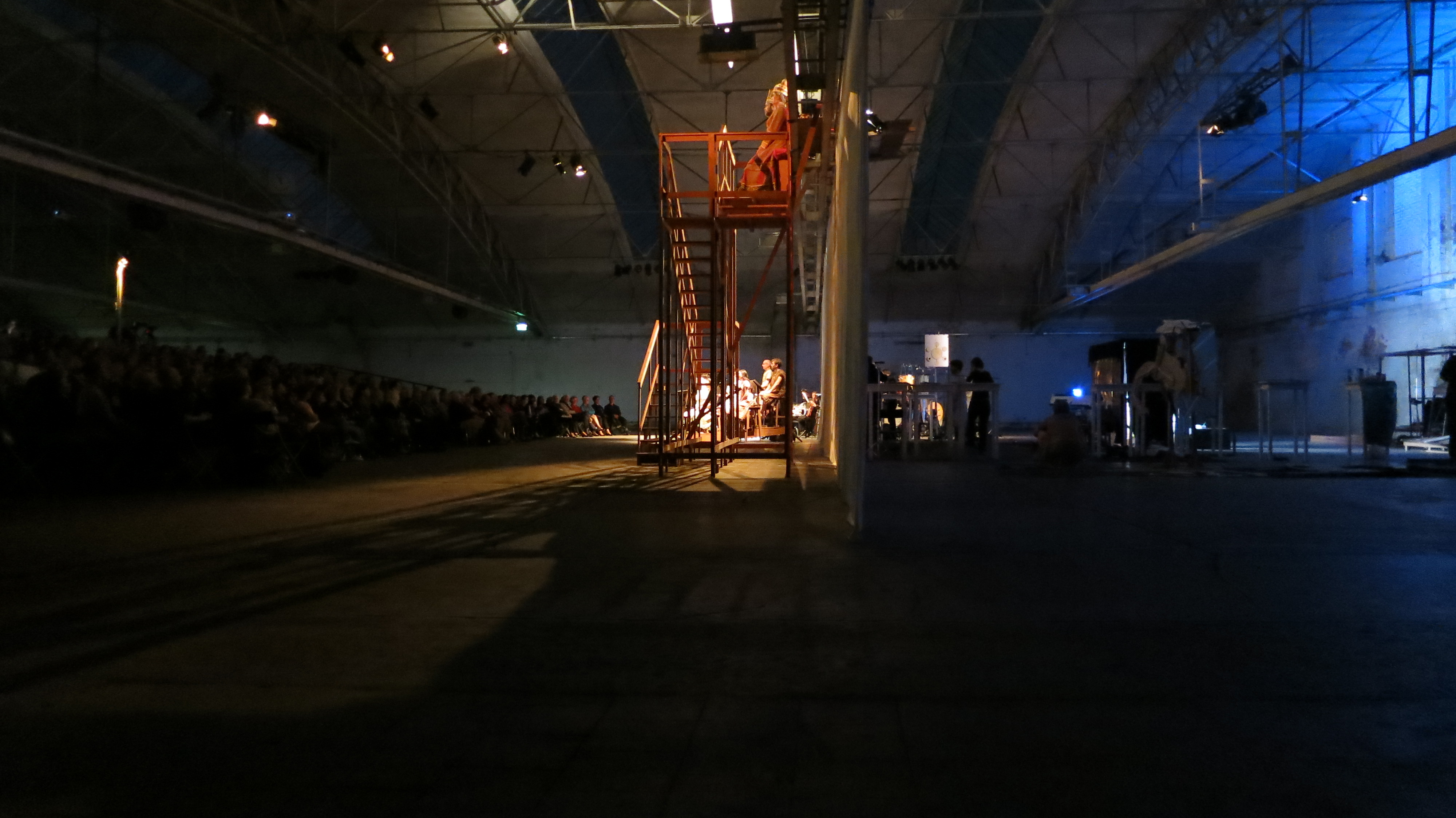
Uraufführung der Oper Gilgamesch durch das sirene Operntheater 2015

Das sirene Operntheater entstand aus der Zusammenarbeit von Kristine Tornquist und Jury Everhartz im Jahr 1998 in Wien und produziert seither an wechselnden Spielorten Opern und Musiktheater. Bis 2025 wurden 86 Musiktheaterwerke auf die Bühne gebracht, die meisten davon uraufgeführt.

## Spielkonzept

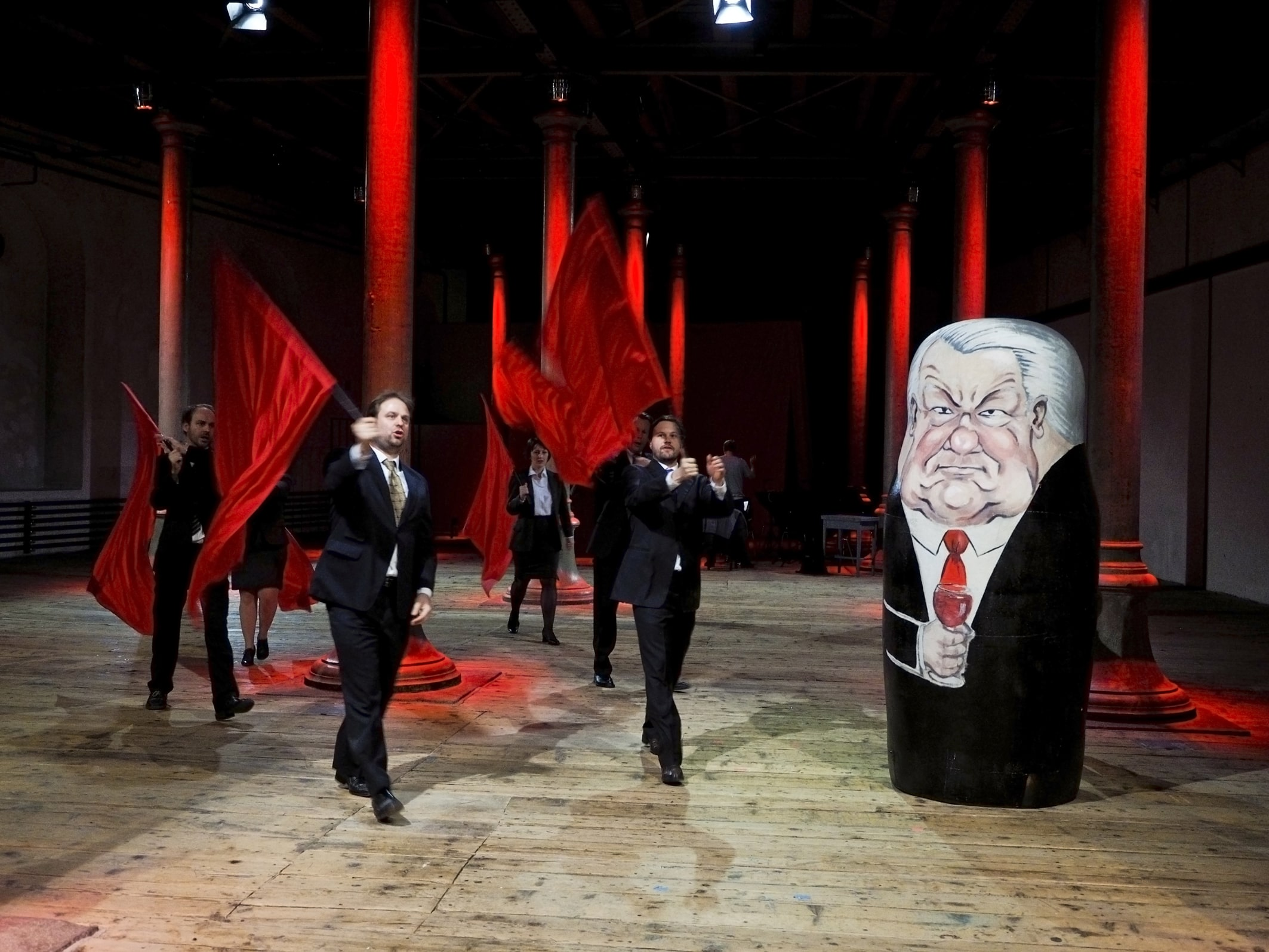
Uraufführung der Oper Chodorkowski durch das sirene Operntheater 2015

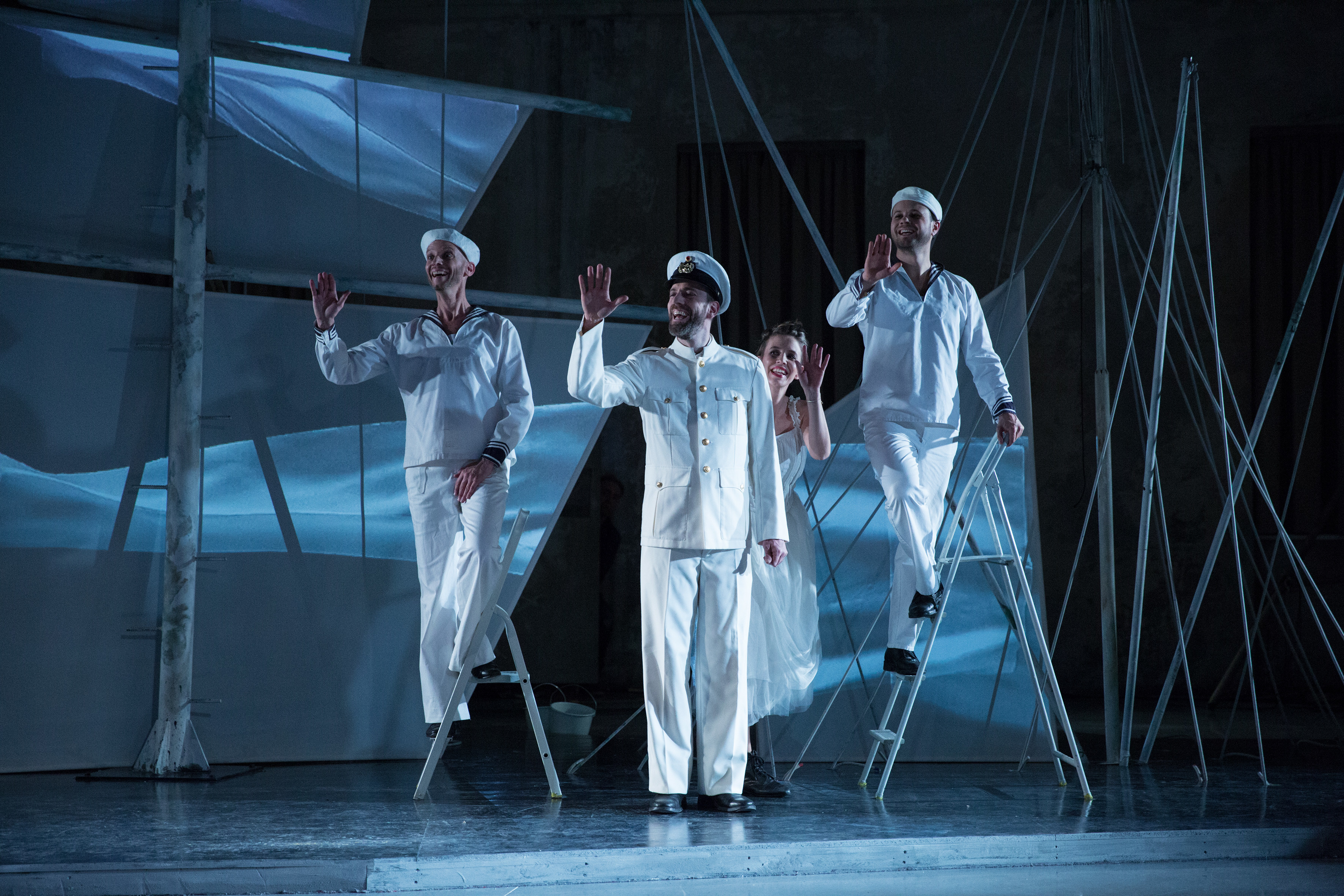
Uraufführung der Oper Das Totenschiff durch das sirene Operntheater 2018

Eine Erfindung des sirene Operntheaters sind Kurzopern, von denen meist mehrere an einem Abend gezeigt werden. Außerdem hat sirene einige Opernserien entwickelt mit bis zu 9 zusammenhängenden Opernabenden. 2020 präsentierte das Ensemble nach einer Reihe von Uraufführungen von Kammeropern mit der Kammeroper Die Verwechslung auch einen Spielfilm im Kinoformat.
Das sirene Operntheater brachte 38 Projektreihen mit 83 Musiktheaterproduktionen (Stand 2023) auf die Bühne. Unter anderen haben Oskar Aichinger, Thomas Arzt, Akos Banlaky, Wolfgang Bauer, René Clemencic, François-Pierre Descamps, Thomas Cornelius Desi, Christof Dienz, Irene Diwiak, Johanna Doderer, Jury Everhartz, Brigitta Falkner, Antonio Fian, Barbara Frischmuth, Daniel Glattauer, Lukas Haselböck, Dieter Kaufmann, Klaus Händl, Radek Knapp, Paul Koutnik, Ulrich Küchl, Bernhard Lang, Klaus Lang, Hannes Löschel, Dora Lux, Friederike Mayröcker, Hermes Phettberg, Peter Planyavsky, Julia Purgina, Hannes Raffaseder, Hosea Ratschiller, Herwig Reiter, Gernot Schedlberger, Jakob Scheid, Kurt Schwertsik, Kristine Tornquist, Šimon Voseček, Alexander Wagendristel, Wolfram Wagner und Gerhard E. Winkler Stücke für das sirene Operntheater geschrieben.

## Produktionen, Kooperationen und Gastspiele
Das sirene Operntheater gab Gastspiele am Tiroler Landestheater in Innsbruck, auf der Musikbiennale in Zagreb, an der Ägyptischen Staatsoper in Kairo, dem Alten Theater in Steyr, vielen Orten in Niederösterreich, der Steiermark und Kärnten und wurde zuletzt an die Griechische Staatsoper nach Athen eingeladen: Chodorkowski (Michail Borissowitsch Chodorkowski) spielte dort im Februar 2020. Es gab Gastauftritte im Theater an der Wien und bei großen Festivals wie Wien Modern, dem Carinthischen Sommer, SOHO in Ottakring, exil.arte und vielen anderen. Das sirene Operntheater arbeitet vor allem mit österreichischen Künstlern und bekannten Ensembles wie PHACE, Platypus, oenm, Ensemble Zeitfluss, Blackpage Orchestra, Reconsil, Ensemble ANAX, Ensemble Sonare, dem Tiroler Ensemble für neue Musik, dem Clemencic Consort und anderen und kooperiert mit den großen Komponistenverbänden IGNM, ÖKB und ÖGZM in Österreich. 2022 eröffnete das sirene Operntheater die Opernfestspiele Mecklenburg-Vorpommern in Wietzow. Die Oper Miameide wurde 2023 im Jugendstiltheater mit Unterstützung der Wiener Festwochen zur Uraufführung gebracht. Ebenfalls 2023 folgte in einer ersten gemeinsamen Arbeit mit dem Serapionstheater wieder bei Wien Modern die Uraufführung von Alice. Eine phantastische Revue von Kurt Schwertsik und Kristine Tornquist, die im darauffolgenden Jahr wiederholt werden musste. Ebenfalls 2024 wurde wiederum bei Wien Modern die zweite Koproduktion mit dem Serapionstheater und das erste Tanztheaterformat des sirene Operntheaters aus der Taufe gehoben: Die Puppe.

## Auszeichnungen
- 2017 erhielt das sirene Operntheater in der Wiener Volksoper den Österreichischen Musiktheaterpreis als «Bestes Off-Theater Österreichs» für die Produktion Chodorkowski[17]. 2024 wurde sirene erneut mit dem Österreichischen Musiktheaterpreis in der Kategorie "Beste Zeitgenössische Musiktheaterproduktion" für die szenische Erstaufführung der Kabbala ausgezeichnet.[18] Zum dritten Mal wurde das sirene Operntheater für den Österreichischen Musiktheaterpreis 2025 nominiert: "Beste Off-Produktion" für Miameide.[19]

## Einzelnachweise

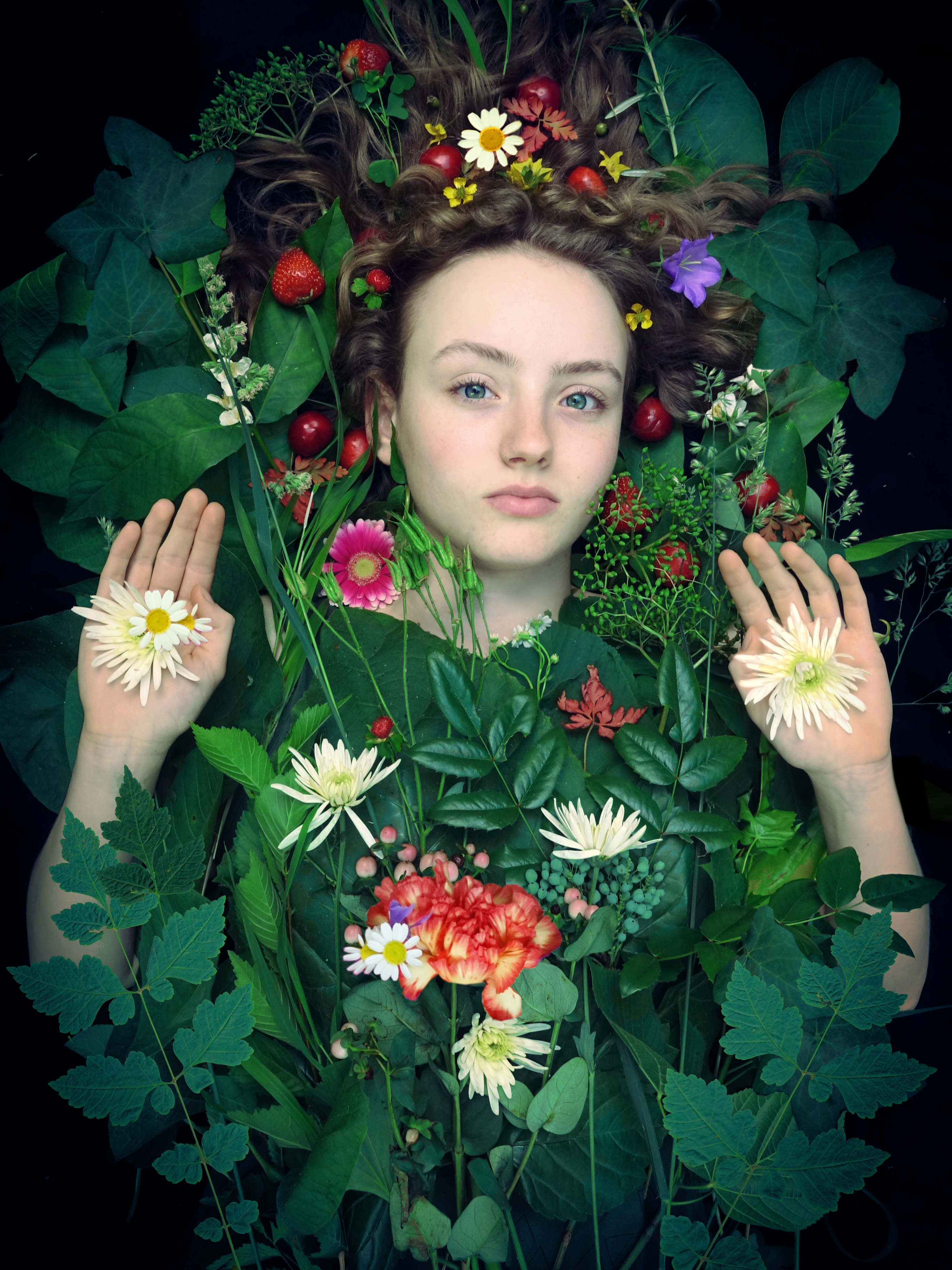
Plakat der Oper Miameide des sirene Operntheaters 2023